# Shangluo
Shangluo (xinès: 商洛; pinyin: Shāngluò) és una ciutat a nivell de prefectura al sud-est de la província de Shaanxi, a la República Popular de la Xina. Limita amb les províncies de Henan al nord-est i Hubei al sud-est.

## Clima
Shangluo té un clima subtropical humit influenciat pel monsó (Köppen Cwa), amb hiverns frescos, estius calorosos i humits i abundants precipitacions segons els estàndards provincials. Experimenta temperatures més moderades que Xi'an i la resta de la vall del riu Wei al nord immediat, especialment durant l'estiu a causa de la seva altitud. La temperatura mitjana mensual oscil·la entre 0,5 °C al gener i 24,3 °C al juliol, mentre que la mitjana anual és de 12,8 °C. Al voltant del 60% dels aproximadament 685,2 mil·límetres de precipitació anual es produeix de juny a setembre. El període lliure de gelades dura 200 dies i hi ha unes 2.000 hores de sol a l'any.